# Маја Кулут
Маја Кулут (фр. Mayah Chouloute; Бока Ратон, 18. новембар 2009) хаићанска је пливачица и олимпијка америчког порекла, чија ужа специјалност су спринтерске трке слободним стилом. 

## Спортска каријера
Маја Кулут је рођена у америчком граду Бока Ратон, у савезној држави Флориди, у породици хаићанских досељеника. Веома рано је научила да плива, а са такмичарским пливањем је започела још као деветогодишња девојчица и од тада је редован учесник разних државних такмичења на Флориди. Иако рођена у Сједињеним Државама одлучила је заједно са породицом да се такмичи под заставом Хаитија, одакле су њени родитељи. 
На међународној сцени је дебитовала са 14 година, а прво веће такмичење на коме је наступила је било Карипско првенство одржано током априла месеца 2024. у Насауу на Бахамама. Иако је на том такмичењу испливала неколико личних рекорда, није остварила неки запаженији резултат.   
Захваљујући специјалној позивници такмичила се и на Летњим олимпијским играма у Паризу 2024. године, поставши тако најмлађим чланом хаићанског олимпијског тима, са свега 14 година старости. У Паризу је пливала у квалификацијама трке на 50 метара слободним стилом. Наступила је у трећој квалификационој групи где је пливала у стази 3, и са временом од 29,78 секунди заузела је друго место у својој квалификационој групи, односно укупно 59. место у конкуренцији 79 такмичарки.